# Тарасівка (Херсонський район)
Тара́сівка (до 1921 року — Брилівка) — село в Україні, у Виноградівській сільській громаді Херсонського району Херсонської області. Населення становить 2092 осіб. З початку широкомасштабного вторгнення Росії в Україну село перебуває під російською військовою окупацією.

## Географія
Тарасівка розташоване за 40 км від міста Олешки. Найближча залізнична станція — Брилівка, яка знаходиться за 9 км від села.

## Історія
Село засноване у 1845 році за розпорядженням колишньої палати державного майна окружним начальником Брилевичем, від прізвища якого й отримало свою назву.
Першими мешканцями стали вихідці із чотирьох сусідніх сіл: Великих Копанів, Козачих Лагерів, Раденського та Малих Копанів. Пізніше населення села поповнилося родинами з Чернігівської губернії.
Станом на 1886 рік у селі Велико-Копанської волості мешкало 1225 осіб, налічувалось 191 двір, існували православна церква, школа, поштова станція, лавка.
У 1891 році в селі була відкрита початкова школа.
До 1917 року Брилівка перебувала у складі Великокопанської волості Дніпровського повіту.
Назву села було змінено на теперішню у 1921 році.
4 березня 1926 року Тарасівській школі було присвоєно ім'я Тараса Григоровича Шевченка.
У 1929 році, під час примусової колективізації, на території села організовано три колгоспи: ім. Сталіна, ім. Карла Маркса та ім. Дзержинського.
1 вересня 1967 року була відкрита двоповерхова новозбудована школа.

## Населення
Згідно з переписом УРСР 1989 року чисельність наявного населення села становила 1745 осіб, з яких 797 чоловіків та 948 жінок.
За переписом населення України 2001 року в селі мешкали 2092 особи.

### Мовний склад
Рідна мова населення за даними перепису 2001 року:

## Населення

### Мова
Розподіл населення за рідною мовою за даними перепису 2001 року:
| Мова       | Кількість | Відсоток |
| ---------- | --------- | -------- |
| українська | 2014      | 96.27%   |
| російська  | 74        | 3.54%    |
| румунська  | 3         | 0.14%    |
| болгарська | 1         | 0.05%    |
| Усього     | 2092      | 100%     |

## Інфраструктура
У селі діє Тарасівська ЗОШ І-ІІІ ступенів.
Також у селі працюють: дитячий садок, фельдшерсько-акушерський пункт, відділення зв'язку, бібліотека, будинок культури.